# 真正的痛苦
（波兰语：Prawdziwy ból）是2024年上映的伙伴公路喜剧剧情片，由美国和波兰合拍，傑西·艾森柏格执导、编剧，演员阵容包括杰西·艾森伯格、基蘭·克金、福田知盛、詹妮弗·格雷、库尔特·埃贾万、丽莎·萨多威、丹尼尔·奥雷斯克斯。电影讲述一对来自美国的犹太表兄弟利用祖母留下的遗产，前往波兰探寻家族在故土的历史。
电影于2024年1月20日在圣丹斯电影节首映，获得沃尔多·索尔特编剧奖。电影于2024年11月1日在美国上映，11月8日在波兰上映，由探照灯影业发行。电影获得影评人普遍好评，其中克金的表演及艾森伯格的剧本获得表扬，全球票房为1950万美元。入选2024年美国国家评论协会奖年度十大电影，获第78屆英國電影學院獎最佳男配角奖和最佳原创剧本奖，还获得第97屆奧斯卡金像獎最佳原创剧本奖提名、第82届金球奖四项提名（包括最佳音樂及喜劇電影）和第30届评论家选择奖三项提名。克金凭借个人表现提名奥斯卡最佳男配角奖、英國電影學院獎最佳男配角、美国演员工会奖最佳男配角、評論家選擇電影獎最佳男配角和金球獎最佳電影男配角。

## 剧情
本吉·卡普兰独自坐在約翰·甘迺迪國際機場，无聊地观察着周围的旅客。他在等待久未见面的表哥大卫·卡普兰，两人要一起坐飞机。本吉用过世祖母留下的遗产，规划了一趟前往波兰的犹太遗产之旅，希望看看祖母的故居，探寻他们犹太家族在当地的历史。这对表兄性格反差大，经常吵架：本吉喜欢四处漂泊，天性不羁爱自由，说话直来直去，经常批评大卫丧失往日的激情和率真。大卫则务实保守，是顾家好男人，也因为这样要容忍本吉突如其来的暴脾气，以及迷失人生方向的一面。
来到华沙，兄弟俩与其他团友会合，分别是来自俄亥俄州谢克尔高地的退休夫妇马克和黛安、刚刚离婚的加州女子玛西亚，以及卢旺达种族灭绝幸存者，现皈依猶太教的埃洛吉。一行人的向导是来自英国約克郡的詹姆斯，他为人温文尔雅，知识渊博，性格温和。形成第一天，一行人参观了华沙犹太隔离区起义纪念碑、格日博夫斯基广场和华沙起义纪念碑。在华沙起义纪念碑，班吉让团友配合他重演华沙起义的情形，大卫觉得很尴尬，只是站在一旁用团友的手机拍照打卡。
第二天，一行人乘火车前往卢布林。坐在高档豪华头等舱，看着先辈们曾经遭受苦难的地方，本吉总觉得有些别扭，结果兄弟俩坐过了站，没跟其他团友会合。跟其他人会合后，詹姆斯带一行人参观卢布林的文化景点，包括格罗兹卡门和旧犹太人公墓。在参观公墓的时候，本吉指责詹姆斯没有带着真情实感去讲解，只是一味强调事实和统计数字。让大卫尴尬的时候，本吉突然暴怒，竟然让其他团友跟他产生了共鸣，大家都被本吉的真情实感所打动。晚上，一行人去吃晚饭的时候，本吉继续发表一些不合时宜的言论，举止相当不得体，场面有点尴尬，最终本吉佯装吃饱打嗝离开饭桌。精神焦虑的大卫向大家吐露心扉，讲出他跟表弟的复杂关系，饱含泪水地讲出他对表弟的羡慕、怨恨和嫉妒。大卫透露，半年前，本吉服大量安眠药自杀未遂，两人自此开始疏离。
旅行的最后一天，一行人参观了纳粹建立的馬伊達內克滅絕營，各人表情庄严肃穆。离开前，詹姆斯告诉本吉，他是这趟旅程第一个给他反馈的人，感谢他让自己改变带团的方式。在波兰的最后一晚，兄弟俩在酒店房顶抽大麻。本吉问大卫为什么突然性格大变，没有看过他。大卫一开始说自己忙着照顾老婆和儿子，后来直接崩溃，说本吉自杀未遂后，自己无法忍受像本吉这样对生活充满热情的人会自杀。
第二天早上，兄弟俩去克拉斯內斯塔夫看祖母的故居。本吉回想起有一天自己喝得酩酊大醉，迟迟不来吃晚饭，被祖母扇了一巴掌，清醒过来，从此学会谦卑待人，赞扬祖母是唯一一个让他保持自律的人。大卫建议在房子里摆上到访纪念石，但被邻居要求拿走，说这是旅游废物。兄弟俩回到肯尼迪机场，在机场道别。大卫邀请本吉到家里吃晚饭，之后载他去賓夕法尼亞車站坐车，这样他就可以坐火车回賓漢頓。本吉婉拒大卫的好意，还让他扇自己一巴掌，让自己清醒清醒。兄弟俩就此和解，并表示彼此深爱对方。大卫回到家中，与妻子和儿子团聚，并在家门口留下一块到访纪念石。本吉回到机场的座位上，羞怯地观察着旅客们。

## 演员
- 傑西·艾森柏格 饰 大卫·卡普兰（David Kaplan），本吉的表哥，有些神经质
- 基蘭·克金 饰 本杰明·“本吉”·卡普兰（Benjamin "Benji" Kaplan），大卫的表弟，天性不羁
- 福田知盛（英语：Will Sharpe） 饰 詹姆斯（James），导游，英国人
- 詹妮弗·格雷（英语：Jennifer Grey） 饰 玛西亚（Marcia），刚刚离婚，加州人
- 库尔特·埃贾万（英语：Kurt Egyiawan） 饰 埃洛吉（Eloge），卢旺达种族灭绝幸存者，皈依猶太教
- 丹尼尔·奥雷斯克斯（英语：Daniel Oreskes） 饰 马克（Mark），黛安的丈夫
- 丽莎·萨多威（英语：Liza Sadovy） 饰 黛安（Diane），马克的妻子
- 埃洛拉·托尔基亚（英语：Ellora Torchia） 饰 普里娅（Priya），大卫的妻子[8]

## 制片

### 开发

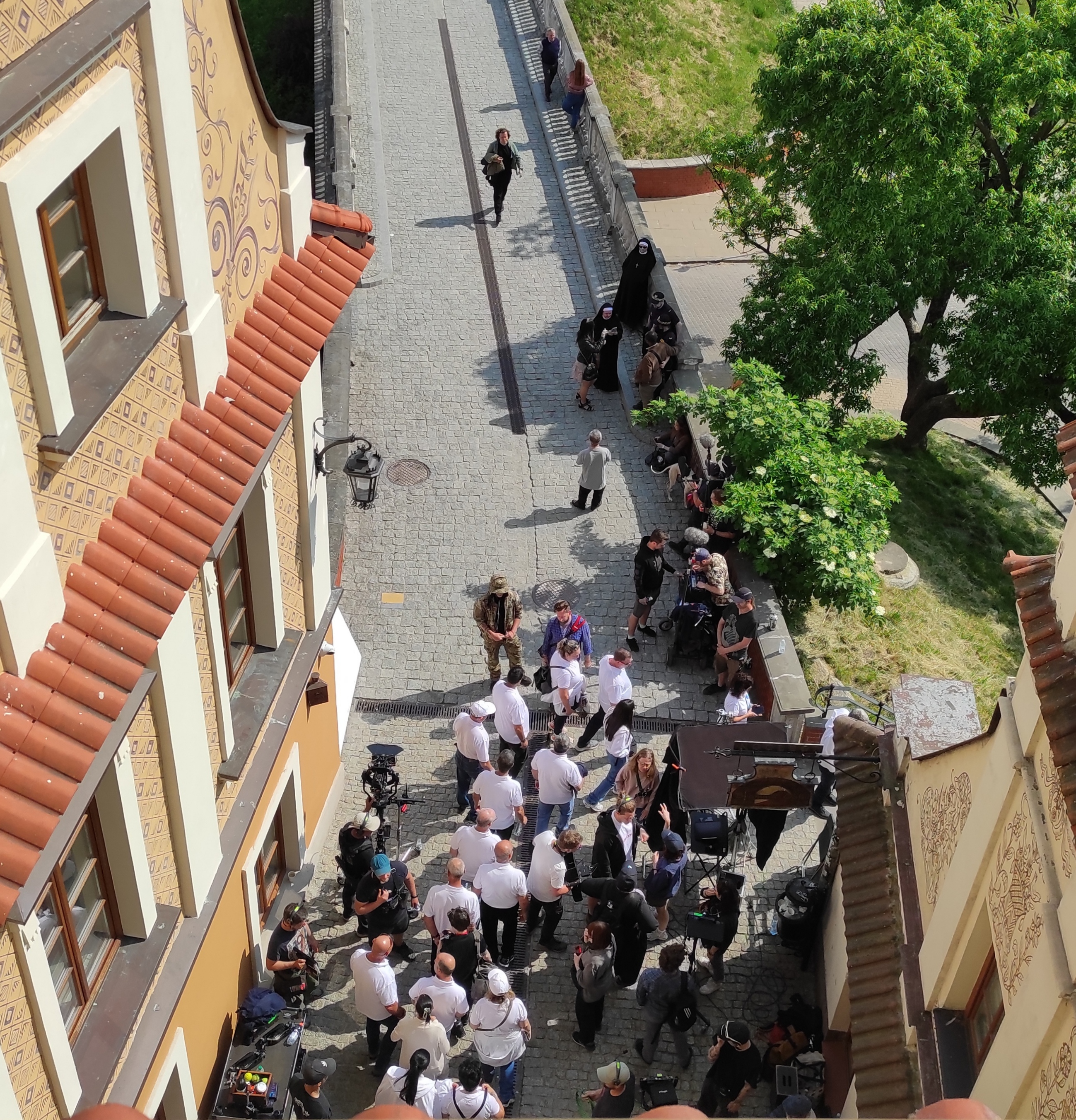
剧组在卢布林拍戏

2022年8月，国际银幕独家报道傑西·艾森柏格担任电影导演、编剧与主演，与基蘭·克金演对手戏。果树影业的艾瑪·史東、戴夫·麦卡里和阿丽·赫廷（Ali Herting）将担任制片。电影是艾森伯格继《当你拯救完世界》（2022年）后第二部担任导演兼编剧的电影，也是双方继《当你拯救完世界》的第二次携手。电影也是克金自电视剧《继承之战》后的首个大项目。
开发电影前，艾森伯格并不熟悉克金的作品，但在妹妹的建议下，根据克金的精神选择了他。艾森伯格一开始想找犹太演员，而克金是爱尔兰天主教徒，所以没有把写好的剧本前十页给他。艾森伯格原本想扮演本吉，认为自己有一些性格和本吉相似，但几位制片人建议他不应该在执导的同时做一些精神错乱的表演。艾森伯格向Vulture透露，对于要不要让一位非犹太演员扮演犹太角色，他有“1.7万个想法”，但“（克金）帮助我讲述了这个对我家人来说很私人的故事，给了我一份惊喜礼物。”
另一方面，克金刚刚拍完《继承之战》，对是不是应该投入另一部“紧张”的项目犹豫不决。正式拍摄前两周，克金想放弃，以不想离开家人为理由，但又喜欢艾森伯格“优秀”的剧本，以及他之前拍的《当你拯救完世界》。艾玛·斯通劝他离开下，说如果他离开的话，整个制作过程就会崩盘。

### 编剧
2017年11月，艾森伯格为犹太网络杂志《牌匾》撰写短篇小说《蒙古》（"Mongolia"）。故事围绕两个关系很好的大学生展开，一个克制自律，一个个性冲动；为了探寻“一生难忘的经历”，两个人来到东亚旅游，结果误打误撞，住进了生態旅遊中心的蒙古包。这两个角色出自艾森伯格曾经撰写参演的两部戏剧，分别是2013年的《修正主义者》（The Revisionist），以及2015年的《战利品》（The Spoils）。
艾森伯格很喜欢在《蒙古》中呈现的《单身公寓》式角色形态，希望能将其改编成电影，但剧本始终没有写完。就在他准备放弃的时候，电脑屏幕出现了一则参观奥斯威辛集中营的广告，而且报名附送免费午餐。广告图片让艾森伯格既欣喜又羞愧，“很好概括了我身为犹太大屠杀幸存者第三代的感受：没有纪念和敬畏历史的完美方式，没有什么方式比这能更好地体验这一切，因为你是在当代人所具备的特权下生活的。”
艾森伯格是世俗犹太人，祖先是波兰犹太人。过去20年来，他都在努力回答一个问题：如何将他在“当代日常生活中遇到的挑战”，与他阿什肯納茲先祖身为納粹大屠殺的受害者、幸存者的历史创伤调和到一起。2022年，他开始撰写电影剧本，最初是当成思想實驗，安排一对表兄弟在第二次世界大战的恐怖背景下，经历焦虑、抑郁等“不同程度的痛苦”。这设定让他以“视觉上不含糊”地形式探索这些主题，用一种大家不觉得“说教”的方式“隐晦地”提出这些问题。

### 拍摄
主体拍摄于2023年5月至6月进行，取景地包括纽约及波兰多地。艾森伯格在COVID-19疫情期间撰写剧本，受此影响只能通过Google地图的街景服务，以及2008年与妻子在波兰旅游时拍的照片勘景。之后，他亲自踏上角色经历的这趟旅程。摄影师米卡尔·迪梅克（Michał Dymek）是土生土长的华沙人，从小就在犹太人大屠杀的历史中长大，他对故土的了解帮助艾森伯格拍摄出凸显波兰美丽的蒙太奇画面：
我希望我对波兰的描绘，能在总体上给人一种美丽、活力、多姿多彩的感觉，表现出我在那里所感受到的一切。我认为波兰经常被描绘成非常悲情，还在留恋东欧苏联共产主义历史，留恋战争的恐怖。这根本不是我认识的波兰，我认识的波兰充满活力、色彩缤纷、温暖。所以我想展示波兰的这一面，这是我在美国电影中很少看到的一面，这一面对我来说是完全真实的。
米哈尔通过透视手法呈他主要的艺术概念，以表现出剧中人物对自身的不同看法。他通过装有长焦镜片的標準鏡頭来结合角色们的观察，从而使透视变得平坦，以“利用这样一个事实：选择焦距不同的镜头，有时可以赋予同一幅图像不同定义。”

### 音乐
电影配乐几乎全部为钢琴曲，为波兰音乐家弗雷德里克·肖邦的作品，由加拿大以色列裔钢琴演奏家兹维·埃雷兹演奏。配乐还融入了肖邦的叙事曲、练习曲、夜曲、前奏曲和圆舞曲。

## 发行

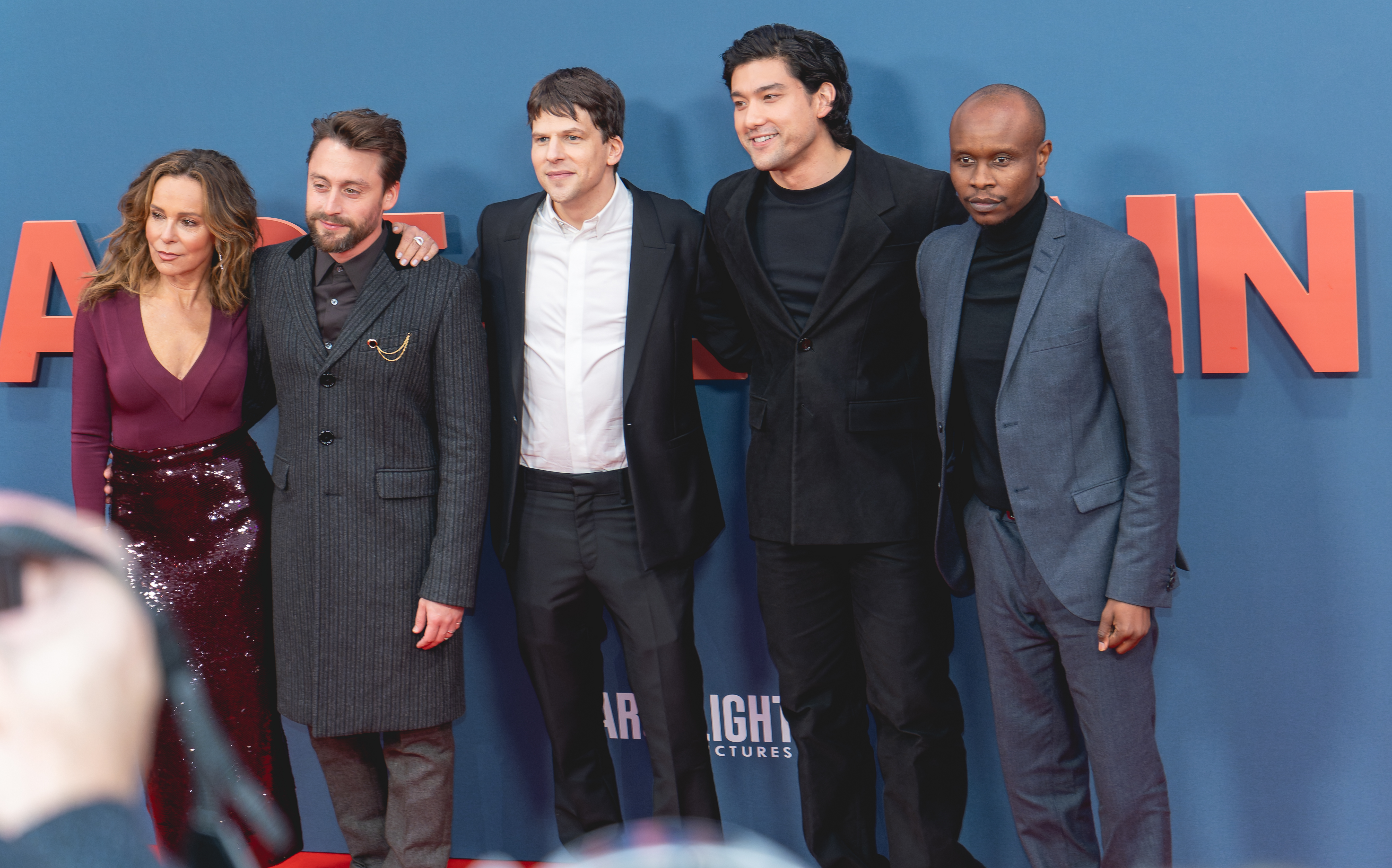
主创团队亮相倫敦影展首映礼，从左到右依次为：詹妮弗·格雷、基蘭·克金、傑西·艾森柏格、福田知盛和库尔特·埃贾万

2024年1月20日，电影在圣丹斯电影节美国剧情片竞赛单元首映，欧洲首映礼在慕尼黑电影节举行。电影还在美国电影学会电影节、倫敦影展、海法国际电影节、哈特兰国际电影节、永河畔拉罗什国际电影节、马德普拉塔电影节、新奥尔良电影节、纽波特海滩电影节、紐約影展、特柳赖德电影节和巴利亚多利德国际电影节放映。
圣丹斯首映礼结束后不久，探照灯影业在一场通宵拍卖会上，以1000万美元的价格买下电影全球发行权。电影于2024年11月1日在美国有限上映，11月15日公映。原定档期10月18日，后来推迟了两个礼拜。作为《华沙犹太电影节》开幕片，电影在波蘭猶太人歷史博物館首映，2024年11月8日在波兰院线上映。

### 家用媒体
电影于2024年12月31日上线数字平台，2025年1月16日上线Hulu美国区。藍光光碟和DVD于2月4日发售，由索尼影视家庭娱乐发行。

## 反响

### 专业评价
根据評論匯總网站爛番茄汇总的260篇评论文章，96%的评论家给予该作正面评价，平均打分为8.2分（满分10分）。该网站总结的评论家共识是“《真正的痛苦》由基南·卡金领衔主演，是一部极具幽默感、引起情感共鸣的剧情喜剧，编剧、导演兼主演杰西·艾森伯格在镜头的两边充分发挥了自己的优势。” 在Metacritic上，54位影評人共給予了86分的分數（滿分100分），這部電影獲得了「一致好評」。

### 奖项
电影在2024年圣丹斯电影节上获得沃尔多·索尔特编剧奖。在第82届金球奖上获得四项提名，包括最佳音樂及喜劇電影獎，克金赢得其中的最佳電影男配角獎。第30届评论家选择奖上获得三项提名，赢得最佳喜劇電影獎和最佳男配角獎，以及第78屆英國電影學院獎最佳男配角奖和最佳原创剧本奖。此外还获得第29届卫星奖四项提名、第40屆獨立精神獎两项提名、第34届哥谭奖一项提名。入选2024年美国电影学会奖和2024年美国国家评论协会奖的年度10佳电影榜单。